# Agraecia maculata
Agraecia maculata är en insektsart som beskrevs av Ludwig Redtenbacher 1891. Agraecia maculata ingår i släktet Agraecia och familjen vårtbitare. Inga underarter finns listade i Catalogue of Life.